# Área de Conservação da Paisagem de Panga

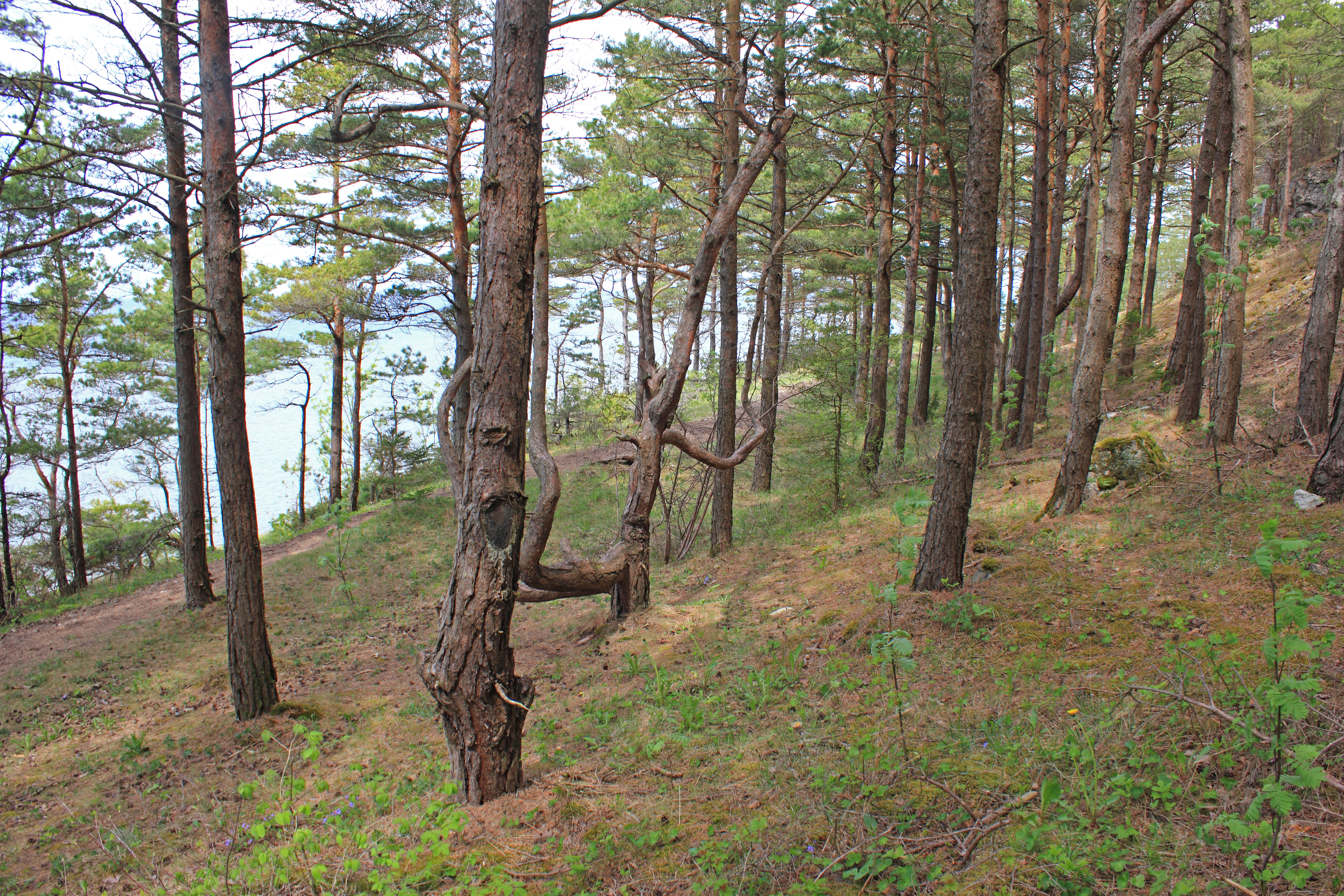
Imagem do parque Área de Conservação da Paisagem de Panga, Saaremaa, Estónia.

A Área de Conservação da Paisagem de Panga é um parque natural localizado no Condado de Saare, na Estónia.
A área do parque natural é de 27 hectares.
A área protegida foi fundada em 1959 para proteger o penhasco de Panga Cliff e as suas comunidades de plantas.